# Voyage au fond des mers
Voyage au fond des mers (Voyage to the Bottom of the Sea) est une série télévisée américaine en 110 épisodes de 48 minutes (dont 32 en noir et blanc), créée par Irwin Allen et diffusée du 14 septembre 1964 au 31 mars 1968 sur le réseau ABC.
La série a été doublée au Québec et diffusée à partir du 6 septembre 1968 à la Télévision de Radio-Canada, et en France à partir du 26 octobre 1969 sur la deuxième chaîne de l'ORTF ainsi que sur TMC et Télé Luxembourg. Rediffusion en juin 1988 dans La Une est à vous sur TF1.

## Origine
La série est une sorte de spin-off du film Le Sous-marin de l'apocalypse (Voyage to the Bottom of the Sea) réalisé en 1961 par Irwin Allen producteur de la série TV. En anglais, le film et la série ont d'ailleurs le même titre, par contre, les interprètes de la série et du film sont différents. Seuls reviennent les rôles de l'Amiral Harriman Nelson et le Capitaine Lee Crane en version originale, alors que pour la version française, le prénom du Capt. passera de Lee à Ted. La série réutilise régulièrement (et plusieurs fois) des effets spéciaux initialement tournés pour le film (par exemple, le sous-marin faisant surface au pôle au milieu des glaces). La forme du sous-marin change légèrement entre le film et la série : dans le film, le cockpit est à deux étages ; il n'a plus qu'un seul niveau dans la série (sauf quand des images du film sont réutilisées).

## Synopsis
Cette série met en scène les aventures fantastiques du sous-marin nucléaire expérimental Neptune (Seaview en anglais) et de son équipage. Conçu par l'amiral Harriman Nelson incarné par Richard Basehart et commandé par le capitaine Crane David Hedison en lieu et place du cpt. John Phillips tué lors de l'introduction du « pilote » de la série, ce vaisseau est un outil de recherche océanographique au service de la Nelson Institute of Marine Research. Il embarque (à partir de la saison 2) un petit véhicule en forme de soucoupe, le sous-marin volant. Les autres équipements du Neptune sont des mini sous-marins et une cloche de plongée (ou bathysphère, baptisée Nimr). Les principales parties du Neptune visibles sont : le cockpit avec ses fenêtres donnant sur la mer et qui peut être isolé du poste de pilotage qui le prolonge par des volets métalliques (en cas de risque de collision), le poste de pilotage avec en son centre le périscope, la salle du réacteur nucléaire, la cantine, le bureau du médecin, la prison, la cabine de Nelson, la zone des lance-missiles et lance-torpilles, le laboratoire de Nelson tapissé d'aquariums et la salle des transformateurs électriques. Le sous-marin comporte deux niveaux, avec de nombreux couloirs, des escaliers et des conduits de ventilation qui sont régulièrement utilisés lors de poursuites.
L'action se situe dans les années 1970/1980. En théorie, le Neptune et son équipage ne sont pas militaires mais ils agissent souvent comme tels. La situation stratégique évoque la Guerre froide, mais l'ennemi n'est pas clairement identifiable : par exemple, des savants russes peuvent collaborer avec Nelson.
Dans les deux premières saisons, les intrigues sont relativement élaborées et variées, alternant thriller, espionnage, aventure, science-fiction, etc. alors que dans les deux dernières saisons, elles sont parfois plus simples, avec des apparitions régulières de « monstres ».

## Distribution
- Richard Basehart (VQ : Aubert Pallascio) : Amiral Harriman Nelson
- David Hedison (VQ : Jean Brousseau) : Capitaine Ted Crane (Lee en version originale)
- Robert Dowdell (VQ : Claude Préfontaine) : Lieutenant Jim Morton (Chip en version originale)
- Richard Bull : Le médecin
- Henry Kulky : Chef Curley Jones (1964-1965)
- Terry Becker (VQ : Ronald France) : Chef Francis Sharkey (1965-1968) (Premier Maître; Francis en version originale)
- Del Monroe (VQ : Julien Bessette) : Kowalsky
- Paul Trinka : Patterson
- Arch Whiting (VQ : Daniel Roussel) : Sparks
- Ralph Garrett : Somers

 Source et légende : version québécoise (VQ) sur Doublage.qc.ca

## Épisodes

### Première saison (1964-1965)
Cette saison est réalisée en noir et blanc. Il existe toutefois une version en couleurs du pilote. Elle n'a pas été doublée.
1. Onze jours avant zéro (Eleven Days to Zero)
2. La Cité sous-marine (The City Beneath the Sea)
3. Les Maîtres de la peur (The Fear-Makers)
4. Le Brouillard du silence (The Mist of Silence)
5. Le Prix du destin (The Price of Doom)
6. Le ciel tombe (The Sky is Falling)
7. Compte à rebours (Turn Back the Clock)
8. Le Village des coupables (The Village of Guilt)
9. L'Indice (Hot Line)
10. Sous-marin coulé ici (Submarine Sunk Here)
11. Le Rayon magnétique (The Magnus Beam)
12. Aucune issue possible (No Way Out)
13. La Poudrerie (The Blizzard Makers)
14. Le Fantôme de Moby Dick (The Ghost of Moby Dick)
15. Longue vie au roi (Long Live the King)
16. Salut au chef (Hail to the Chief)
17. La Dernière Bataille (The Last Battle)
18. La Mutinerie (Mutiny)
19. Le Jour du jugement dernier (Doomsday)
20. Les Envahisseurs (The Invaders)
21. L'Homme indestructible (The Indestructible Man)
22. Le Boucanier (The Buccaneer)
23. L'Ordinateur humain (The Human Computer)
24. Le Saboteur (The Saboteur)
25. Le Berceau des profondeurs (Cradle of the Deep)
26. Les Amphibiens (The Amphibians)
27. L'Exil (The Exile)
28. La Créature (The Creature)
29. Les Ennemis (The Enemies)
30. Le Secret du Loch Ness (The Secret of the Loch)
31. Les Condamnés (The Condemned)
32. Le Traître (The Traitor)

### Deuxième saison (1965-1966)
La série est réalisée en couleurs à partir de cette saison.
1. Jonas et la baleine (Jonah and the Whale)
2. La Bombe vivante (Time Bomb)
3. … Et nous sommes cinq survivants (…And Five of Us Are Left)
4. Le Robot (The Cyborg)
5. Les Prisonniers de Venise (Escape from Venice)
6. L'Homme au bras de fer (The Left-Handed Man)
7. La Soif du pouvoir (The Deadliest Game)
8. Le Léviathan (Leviathan)
9. Le Pacificateur (The Peacemaker)
10. Les Saboteurs de l'inconnu (The Silent Saboteurs)
11. Le Facteur X (The X Factor)
12. La Révolte des machines (The Machines Strike Back)
13. Le Monstre de l'au-delà (The Monster from Outer Space)
14. L'Île aux dinosaures (Terror on Dinosaur Island)
15. Le Tueur des abîmes (Killers of the Deep)
16. La Bête des profondeurs (Deadly Creature Below!)
17. Le Vaisseau fantôme (The Phantom Strikes)
18. Le ciel flambe (The Sky's On Fire)
19. Cimetière sous la mer (Graveyard of Fear)
20. Zone interdite (The Shape of Doom)
21. La Malédiction du pirate (Dead Men's Doubloons)
22. Un par un (The Death Ship)
23. Pris au piège (The Monster's Web)
24. Les Hommes poissons (The Menfish)
25. L'Androïde (The Mechanical Man)
26. Le Retour du fantôme (The Return of the Phantom)

### Troisième saison (1966-1967)
1. L'Envahisseur (Monster from the Inferno)
2. Loup-Garou (Werewolf)
3. Le jour de la fin du monde (The Day the World Ended)
4. Terreur à Morcora (Night of Terror)
5. Les jouets diaboliques (The Terrible Toys)
6. Le Pacte (Day of Evil)
7. Le Rachat (Deadly Waters)
8. La Créature de la lagune (Thing from Inner Space)
9. Le Duel (The Death Watch)
10. Les Visiteurs (Deadly Invasion)
11. Le Sous-marin hanté (The Haunted Submarine)
12. Les Mutants (The Plant Man)
13. L'Ennemi inconnu (The Lost Bomb) VOST
14. L'Empreinte du monstre (The Brand of the Beast)
15. La Créature des eaux (The Creature)
16. Surgis du passé (Death from the Past)
17. Créature de feu (The Heat Monster)
18. Les Hommes rochers (The Fossil Men)
19. La Sirène (The Mermaid)
20. La Momie (The Mummy)
21. L'Homme de l'ombre (Shadowman)
22. Aux portes de la nuit (No Escape from Death)
23. L'Île du jour maudit (Doomsday Island)
24. Mannequins de cire (The Wax Men)
25. Mission suicide (Deadly Cloud)
26. Détruisez le Neptune ! (Destroy Seaview!)

### Quatrième saison (1967-1968)
1. L'Alchimiste (Fires of Death)
2. Les Poupées diaboliques (The Deadly Dolls)
3. La Caverne hantée (Cave of the Dead)
4. Rendez-vous avec la peur (Journey with Fear)
5. Ordres secrets (Sealed Orders)
6. L'Homme aux cent visages (Man of Many Faces)
7. Le Passager (Fatal Cargo)
8. Prisonniers du temps (Time Lock)
9. Le Sauvetage (Rescue)
10. L'Invasion (Terror)
11. Un temps pour mourir (A Time to Die)
12. Explosion (Blow Up)
13. Les Amphibiens mortels (Deadly Amphibians)
14. Le Retour de Barbe Noire (The Return of Blackbeard)
15. Le Farfadet terrible (Terrible Leprechaun)
16. L'Homme-homard (The Lobster Man)
17. Cauchemar (Nightmare)
18. L'Abominable homme des neiges (The Abominable Snowman)
19. La Base secrète (Secret of the Deep)
20. L'Homme-bête (Man-Beast)
21. Jungle sauvage (Savage Jungle)
22. Glace de feu (Flaming Ice)
23. L'Attaque (Attack!)
24. Au bord de l'abîme (Edge of Doom)
25. L'Épreuve (The Death Clock)
26. Point de non retour (No Way Back)

## Commentaires
La série est remarquable par la présence, dans de nombreux épisodes, de créatures improbables et par les sujets abordés, tels que les risques du nucléaire ou les problèmes de pollution maritime.

### DVD
- Royaume-Uni :

- L'intégrale de la série est sortie le 26 mars 2012 chez l'éditeur Revelation Films dans un coffret 31 DVD. L'audio est en anglais avec sous-titres anglais. De nombreux suppléments sur les coulisses de la série. Le ratio image est celui d'origine plein écran. (ASIN B006UF2688). Les copies sont toutes restaurées.
- L'intégrale de la saison 1 est sortie le 28 mars 2011 chez Revelation Films dans un coffret 9 DVD L'audio est en anglais avec sous-titres anglais avec des suppléments. (ASIN B004BFZA5U).
- L'intégrale de la saison 2 est sortie le 13 juin 2011 chez Relevation Films dans un coffret 7 DVD. Caractéristiques identiques à la saison 1. (ASIN B004BFZA8C).
- L'intégrale de la saison 3 est sortie le 12 septembre 2011 chez Revelation Films dans un coffret 7 DVD. Caractéristiques identiques à la saison 1 et 2. (ASIN BF004FS27OU).
- L'intégrale de la saison 4 est sortie le 7 novembre 2011 chez Revelation Films dans un coffret 7 DVD. Caractéristiques identiques aux saisons 1 à 3. (ASIN B004FS27RC).
- France :

- Voyage au fond des mers volume 1 (Saison 2 partie 1) est sorti le 31 janvier 2012 chez The Corporation dans un coffret 4 DVD. L'audio est uniquement en français, sans sous-titres ni aucun autre choix de langues. En supplément une bande annonce. (ASIN B005ZRBRH8). Copies restaurées.
- Voyage au fond des mers volume 2 (Saison 2 partie 2) est sorti le 28 août 2012 chez The Corporation dans un coffret 4 DVD. Les caractéristiques sont identiques au premier volume. En supplément une interview de David Hedison. (ASIN B0083HM898). Copies restaurées.
- Voyage au fond des mers volume 3 (Saison 3 partie 1) est sorti le 29 janvier 2013 chez The Corporation dans un coffret 4 DVD. Les caractéristiques sont identiques aux deux premiers volumes. En supplément des interviews de David Hedison. (ASIN B009PPMXNS). Copies restaurées.
- Voyage au fond des mers volume 4 (Saison 3 partie 2) est sortie le 9 juillet 2013 chez The Corporation dans un coffret 4 DVD. Les caractéristiques sont identiques aux trois premiers volumes. En supplément des interviews de David Hedison et Richard Basehart. (ASIN B00CC3PQL6). Copies restaurées.
- Intégrale Voyage au fond des mers volumes 1 & 2 (saison 2) est sortie le 10 octobre 2012 chez The Corporation dans un coffret 8 DVD. Copies restaurées. (ASIN B008HQYLQS).
- États-Unis :

- Voyage to the bottom of the sea (Saison 1 volume 1) est sorti le 21 février 2006 chez 20th Century Fox Home Entertainment dans un coffret 3 DVD. L'audio est en anglais et espagnol avec sous-titres anglais et espagnol. De nombreux suppléments sont présents avec sous-titres. 16 épisodes sont présents. Les copies sont restaurées. (ASIN B00BZISS0).
- Voyage to the bottom of the sea (Saison 1 volume 2) est sorti le 11 juillet 2006 chez 20th Century Fox Home Entertainment dans un coffret 3 DVD. L'audio et les sous-titres sont identiques au premier volume. Les 16 derniers épisodes sont présents. Les copies sont restaurées. (ASIN B000FFJ87Q).
- Voyage to the bottom of the sea (Saison 2 volume 1) est sorti le 24 octobre 2006 chez 20th Century Fox Home Entertainment dans un coffret 3 DVD. L'audio est en anglais et espagnol avec sous-titres anglais et espagnol. Des bonus sont présents. 13 épisodes sont présents. Les copies sont restaurées. (ASIN B000GUJZ0U).
- Voyage to the bottom of the sea (Saison 2 volume 2) est sorti le 20 février 2007 chez 20th Century Fox Home Entertainment dans un coffret 3 DVD. L'audio est en anglais et espagnol avec sous-titres espagnol uniquement. Des suppléments sur les coulisses sont présents. Les 13 derniers épisodes de cette saison sont présents. Les copies sont restaurées. (ASIN B000K7VHYG).
- Voyage to the bottom of the sea (Saison 3 volume 1) est sorti le 19 juin 2007 chez 20th Century Fox Home Entertainment dans un coffret 3 DVD. L'audio est en anglais, espagnol et français avec sous-titres anglais et espagnol. Comme pour les précédents coffrets, des suppléments sont présents. 13 épisodes présents. Les copies sont restaurées. (ASIN B000O77SOU).
- Voyage to the bottom of the sea (Saison 3 volume 2) est sorti le 23 octobre 2007 chez 20th Century Fox Home Entertainment dans un coffret 3 DVD. Les caractéristiques sont identiques au premier volume de cette saison 3. Les 13 derniers épisodes sont présents avec des copies restaurées. (ASIN B000TLTCTK).
- Voyage to the bottom of the sea (Saison 4 volume 1) est sorti le 31 mars 2009 chez 20th Century Fox Home Entertainment dans un coffret 3 DVD. L'audio est en anglais et français avec sous-titres anglais. Des bonus sont présents. Les 13 premiers épisodes sont restaurés et présents. (ASIN B001MT7ZJC).
- Voyage to the bottom of the sea (Saison 4 volume 2) est sorti le 11 janvier 2011 chez 20th Century Fox Home Entertainment dans un coffret 3 DVD. Les caractéristiques sont identiques au précédent volume de cette saison. Les 13 derniers épisodes sont présents. (ASIN B0044XV7AQ).